# 長尾純子
長尾 純子（ながお じゅんこ、1980年〈昭和55年〉5月29日 - ）は、日本の女優。東京都出身。オフィススリーアイズ所属。

## 略歴
小学生の頃より児童劇団で演劇を学び、16歳の頃より元宝塚歌劇団・男役で振付師の謝珠栄に師事、ダンスをはじめる。1999年より「TSミュージカルファンデーション」、「音楽座/Rカンパニー」などを経て現在はオフィススリーアイズに所属。ストレートプレイを中心に様々なジャンルの舞台で活動を展開。また、自身主宰の演劇ユニット「アタシト、」も旗揚げしている。
特技：ダンス、日本舞踊。趣味：芝居鑑賞。

## 出演

### 舞台
2011年 - 2015年
- NODA・MAP『南へ』（2011年）
- MODE『城』『失踪者』『審判』（2013年）
- モーツァルト / 歌劇『フィガロの結婚』～庭師は見た！～（2015年）
- 二兎社『書く女』（2015年）

2016年
- 燐光群『カムアウト2016↔1989』
- 泥棒対策ライト『ドラマティック横丁』

2017年
- 東京タンバリン わのわ『お点前ちょうだいいたします』
- 僕の東京日記
- 東京タンバリン『ただいま おかえり』
- ONEOR8『グレーのこと』

2018年
- トリコ・A『私の家族』
- ヘッダ・ガーブレル
- aibook『吐く』
- 泥棒対策ライトとNRQのNANTO! KAKANTOKA!!!

2019年
- 黄色い叫び
- ビビを見た！
- 小松台東『ツマガリク～ン』

2020年
- グロリア
- 三島由紀夫 近代能楽集『班女』

2021年
- ONEOR8『グレーのこと』-2021ver.-
- 硝子はオバサン

2022年
- てぬるいとげ
- ぽこぽこクラブvol.8『光垂れーる』
- SERI～ひとつのいのち
- 幽霊はここにいる
- 音楽朗読劇『オン・ザ・ザッテレ』

2023年 -
- 沼の中の淑女たち（2023年）
- 泥棒対策ライト◎おとぎ話ダンス 音楽劇『おはなしルルラン』（2024年）
- ライチ☆光クラブ 2025（2025年）

### 映画
- 夢売るふたり（2012年）
- 愛のはずみ（2013年）
- 最後の乗客（2023年）[28]

### テレビドラマ
- 特捜９ 第3話（2018年4月25日、テレビ朝日） - 北原里香 役
- 警視庁ゼロ係 season5 第8話（2021年6月18日、テレビ東京） - 島崎律子 役
- ボイスⅡ 第2話、第3話（2021年7月17日・7月24日、日本テレビ） - 武井光代 役
- らせんの迷宮 第1話、第2話（2021年10月15日・10月22日、テレビ東京）- 安堂亜希 役
- パンドラの果実-科学犯罪捜査ファイル 第3話（2022年5月7日、日本テレビ）- 笠井 役[29]
- 大病院占拠前 the night before 前編 （2023年3月11日、『大病院占拠』のスピンオフドラマとしてhuluオリジナルストーリー配信）
- ギークス〜警察署の変人たち〜 第9話（2024年9月5日、フジテレビ） - 森口加奈子 役[30]
- 潜入兄妹 特殊詐欺特命捜査官（2024年10月5日 - 12月14日、日本テレビ） - 吉野さやか 役[31]

### ラジオドラマ
- 劇ラジ！ライブ『お墓参り』（2021年10月15日・10月22日、NHKラジオ第1）[32]